# Pallasseum

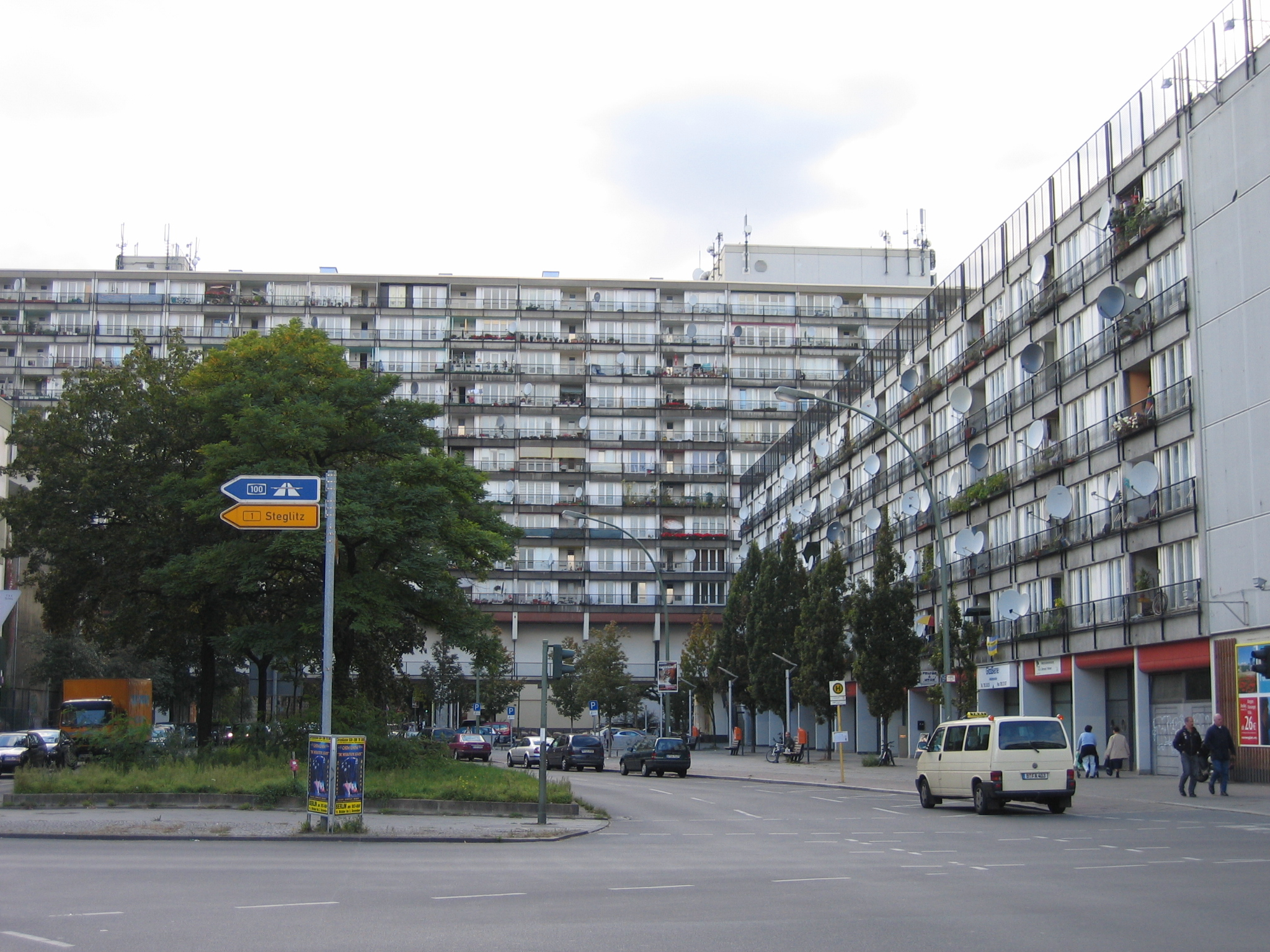
Pallasseum, Fassade zur Potsdamer Straße

Das Pallasseum (ursprünglich: Wohnen am Kleistpark) ist eine denkmalgeschützter Wohnanlage im Berliner Ortsteil Schöneberg des Bezirks Tempelhof-Schöneberg an der Pallasstraße, nahe der Potsdamer Straße. Der Name der Pallasstraße geht auf den preußischen Naturforscher Peter Simon Pallas zurück. Die Anlage wurde zwischen 1974 und 1977 nach Entwürfen der Architekten Jürgen Sawade, Dieter Frowein, Dietmar Grötzebach und Günter Plessow  erbaut. Sie gilt als Berliner Beispiel für den architektonischen Stil des Brutalismus. Der Berliner Sportpalast, der den Ort zuvor eingenommen hatte, wurde am 13. November 1973 abgerissen. Die Wohnanlage trägt seit 2001 offiziell den Namen Pallasseum. Der Name wurde im Rahmen eines Bewohnerwettbewerbes ermittelt und wurde von der Eigentümergesellschaft offiziell übernommen. Seit 2017 steht die Wohnanlage unter Denkmalschutz.

## Merkmale

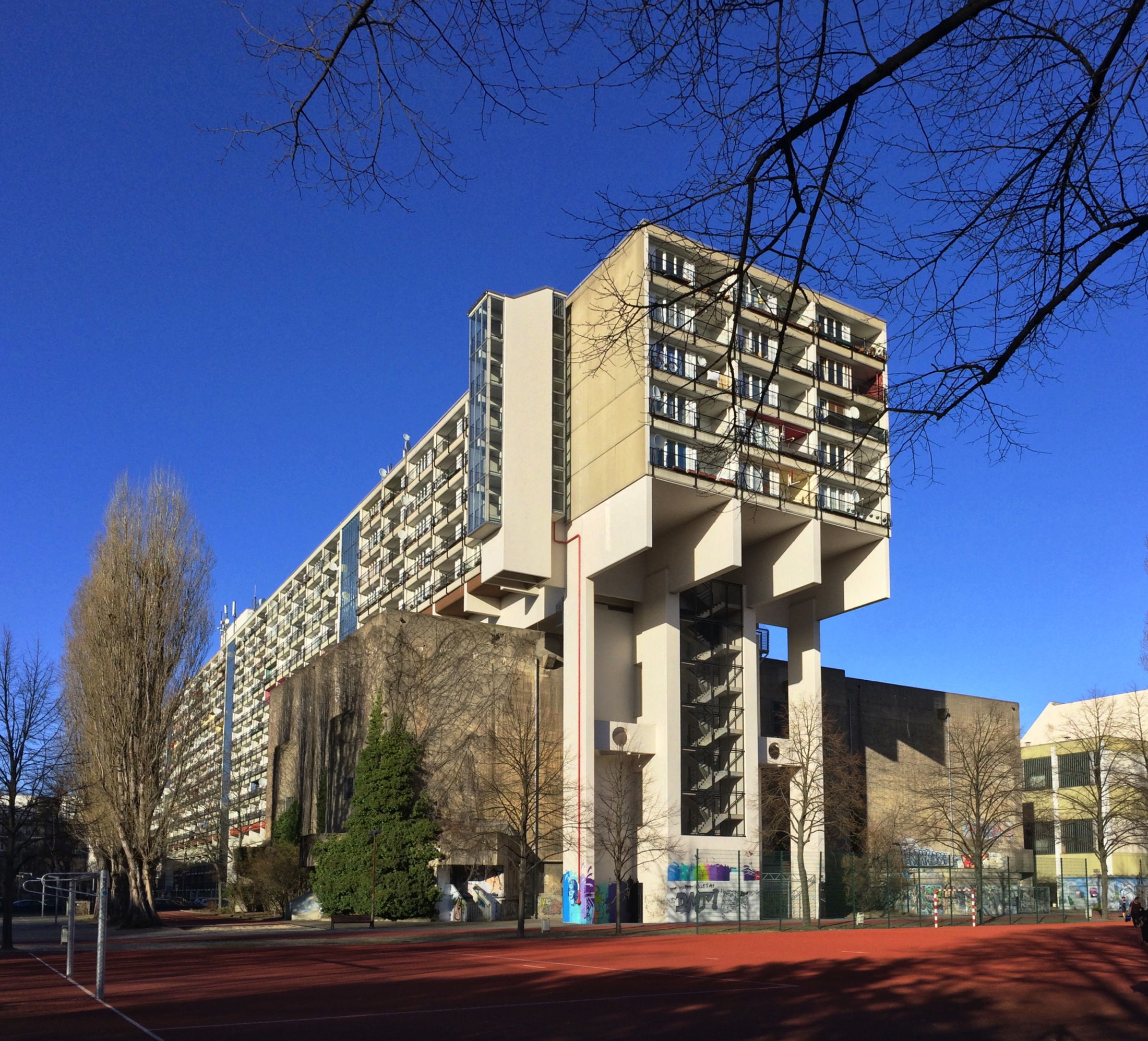
Pallasseum, Blick vom Heinrich-von-Kleist-Park

Die Wohnanlage besteht aus einem langen, zwölfgeschossigen Riegel, der die Pallasstraße und den Hochbunker Pallasstraße überspannt, sowie aus drei sechsgeschossigen Querbauten, die zwei Wohnhöfe umschließen, von denen sich einer zur Potsdamer Straße öffnet. Der Gebäudekomplex ist Wohnstätte für bis zu 2000 Menschen. Durchschnittlich leben damit vier Personen in jeder der 514 Wohnungen.
In den Jahren nach seiner Errichtung galt das Pallasseum als Musterbeispiel für modernes Wohnen, entwickelte sich aber über die Jahre hinweg zu einem sozialen Brennpunkt. In den 1990er Jahren wurde in politischen Gremien sogar der vollständige Abriss des Gebäudes diskutiert. Zuletzt setzte sich allerdings der Vorschlag durch, mithilfe von Sozialarbeitern und eines Quartiersmanagements die Lage wieder zu verbessern. Von 1999 bis 2020 arbeitete das Quartiersmanagement Schöneberger Norden mit vielen Partnern erfolgreich an dieser Aufgabe. Zunächst wurde die Wohnsituation durch Neugestaltungen der Hauseingänge, der Treppenhäuser und des Umfelds aufgewertet. Der angrenzende Lilly-Flora-Park entstand auf einem Parkplatz vor dem Hochhaus, ein Bewohnercafé wurde neu gebaut, viele soziale, kulturelle und ökologische Projekte wurden umgesetzt. 
Bis 2020 hatte sich die Situation der Wohnanlage durch die baulichen und sozialen Maßnahmen stark verbessert. Eigentümerin der Anlage ist die Pallasseum Wohnbauten KG, deren Hauptanteilseignerin seit 2018 die landeseigene Wohnungsbaugesellschaft Gewobag ist.